# Мариля Родович
Марѝля Родо̀вич (на полски: Maryla Rodowicz), с рождено име Ма̀рия Антонѝна Родо̀вич (на полски: Maria Antonina Rodowicz) (8 декември 1945 г., Жельона Гура), е полска певица, китаристка и актриса, както и бивша лекоатлетка.
Спортната си кариера започва в юношеските си години, тренирайки лека атлетика. През 1959 г. печели бронзов медал в бягане на 80 метра с препятствия на шампионата за полски младежи. През 1962 г. заема първо място в щафетата 4 по 100 метра на шампионата по лека атлетика за полски младежи в Олщин.
Наравно със спортната си дейност дебютира и като певица с участието си на първото издание на Фестивала на младите таланти в Шчечин през 1962 г. Като професионална певица се изявява пет години след това, като започва на Студентския фестивал на песента в Краков.
През 1970 г. е издаден първият ѝ студиен албум, озаглавен Żyj, mój świecie („Живей, свете мой“). Оттогава има над 20 студийни албума на полски, както и по един с репертоар на английски, чешки, немски и руски език. За продажбите им е удостоена с пет платинени и три златни плочи. Има записани над 2000 песни, като сред най-известните са: Ballada Wagonowa, Małgośka („Малгошка“), Niech żyje bal („Да живее балът“), Kolorowe jarmarki („Пъстроцветни панаири“), Polska Madonna („Полска Мадона“), Łatwopalni („Възпламеняеми“), Futbol („Футбол“), Wszyscy chcą kochać („Всички искат да обичат“), Pełnia („Пълнолуние“) и други.
Изнася концерти из цяла Европа, Америка и Азия, както и в Австралия. Участва в множество музикални фестивали, като Националния фестивал на полската песен в Ополе (на който дебютира през 1968 г.) и на Международния фестивал на песента в Сопот (с първо участие през 1969 г.).
Носителка е на редица музикални награди и отличия, както и на званията „Златен кръст за заслуги“, „Кавалерски кръст“, „Командорски кръст“ на ордена на Възраждане на Полша и на златен медал „Заслужил деятел на културата Gloria Artis“.
Участва в няколко филма и телевизионни сериала, дублира един от героите в анимационния сериал „Спондж Боб Квадратни гащи“, участва в журито на развлекателното предаване Gwiezdny Cyrk („Звезден цирк“), както и три пъти в това на конкурса за избиране на полската песен за „Евровизия“.

## Биография
Ражда се на 8 декември 1945 г. месец преди термина. Родителите ѝ са Виктор (1907 – ?) и Янина Родович (1924 – 2017). Семейството ѝ произхожда от Вилнюс, където много предци на певицата са погребани в тамошното Бернардинско гробище.
Баща ѝ е ентомолог и работи във Вилнюския университет, а след войната става градоначалник на Жельона Гура, където държи своя книжарница. Майка ѝ произхожда от театрално семейство, работи като художничка-декораторка, а също така и пее в хор във Вроцлавек. Дядото и бабата на Мариля държат аптека около Портата на зората във Вилнюс, а баба ѝ пее в хора на катедралата „Свети Дух“. От бащина страна има руско и жемайтийско потекло.
През 1948 г. баща ѝ е вкаран в затвора заради вилнюската си политическа дейност, а през това време майка ѝ заедно с нея и големия ѝ брат Йежи се премества във Влоцлавек. През 1956 г. баща ѝ е помилван, но не след дълго родителите ѝ се развеждат, като майката поема попечителството над дъщерята, а бащата – над сина. Баща ѝ умира, когато Мариля е съвсем малка.
Като малка посещава детска градина, ръководена от монахини. От осемгодишна няма близки връзки с Църквата. През 1956 г. завършва основно музикално училище в паралелка с преподаване на цигулка. Завършва I общообразователна гимназия „Жемя Куявска“ и Академията за физическо възпитание във Варшава със специалност ветроходство и лечебна гимнастика. Преди да влезе в нея, полага приемен изпит за Академията за изящни изкуства (АИИ), но не е приета. През 1966 г., след като пропуска година вследствие на нараняване, получава предложение да започне обучение в АИИ, но го отхвърля. По време на учението си се издържа, като мие прозорци.
Още като дете проявява влечението си към света на изкуството, като пее и танцува в детски състав във Вроцлавек и като ходи на балетни занятия. В гимназиалните си години започва да свири на китара, на което я научава неин съученик. През 1961 г. в девети клас започва да се изявява в естрадния състав към училището. Още преди да навърши пълнолетието си, започва да се издържа, като работи като инвентаризаторка в Потребителската кооперация „Сполем“.

## Спортна кариера
Като млада се занимава с лека атлетика – тренира скок на дължина, спринт и бягане с препятствия. Тренира във Влоцлавския спортен клуб „Куявяк“. Занимава се с каране на ски като хоби. През 1959 г. печели бронзов медал за бягане на 80 метра с препятствия на шампионата на полските младежи. През 1962 г. заема първо място в щафетата 4 по 100 метра на шампионата по лека атлетика в Олщин. През 1966 г. навехва раменната си става, вследствие на което се налага да прекъсне тренировките си и да се подложи на няколкомесечно възстановяване.
През 60-те години е членка на яхт клуб в Катовице.
На по-големи години започва да се занимава любителски с тенис.

## Музикална кариера

### 60-те години
Първата ѝ изява като певица е през 1962 г. с участието си на първото издание на Фестивала за млади таланти в Шчечин. Въпреки че достига до финала, не участва в него, понеже датата му на провеждане съвпада с шампионата по лека атлетика.
Следващата година участва на финала на второто издание на фестивала с песента Alu, Alu.
През август 1965 г. става вокалистка в бигбийтовата група „Шейтани“, която се изявява в студентския клуб „Релакс“. През ноември се класират на първо място на варшавския преглед на бигбийтовете групи в клуб „Финка“. През 1967 г. напуска групата след две години съвместна работа.
През лятото на 1966 г. се свързва със студентското кабаре „Гаг“, чиито собственици са композиторът Йежи Анджей Марек и поетът Адам Кречмар. Участва на прегледа на студентската песен в Люблин, а през лятото печели главната награда на конкурса Giełda Piosenki в Ченстохова за изпълнението на песента Jak cię, miły, zatrzymać („Как да те задържа, мили“), която впоследствие записва Тереса Тутинас. Към края на ноември печели първа награда за същата песен, както и за авторската Pytania („Въпроси“) на шестото издание на Студентския фестивал на песента в Краков, на който се съгласява да отиде, след като тогавашният ѝ приятел я убеждава. Наградата е полет до Великобритания, където изнася двуседмично турне заедно с хора на Шчечинския политехнически университет. Започва да работи заедно с Войчех Млинарски, Ян Борковски и Пьотър Качковски, благодарение на които започва да гостува редовно на Трета програма на Полското радио.
В началото на 1968 г. се състои премиерата на филма Kulig, в който изпява три песни на Адам Славински: Jeszcze zima („Още е зима“), Zakopane („Закопане“), позната и като Trzy, może nawet cztery dni („Три, може би дори четири дни“), и Walc na trzy pas. През същата година е и първото ѝ участие на Националния фестивал на полската песен в Ополе (НФПП), на който се явява с песните Zabierz moje sukienki („Вземи ми роклите“) и Co ludzie powiedzą („Какво ще кажат хората“) в концерта „Дебюти“ по време на шестото му издание. Също така осъществява първите си записи и участва на Международния фестивал на песента в Братислава, както и на фестивала „Златен ключ“ в Карлови Вари. От ноември на концертите започва да ѝ съпровожда личната ѝ група „Мариля Родович и нейните китаристи“ с членове Гжегож Петшик и Томаш Мишкув.
От 26 до 29 юни 1969 г. участва на седмото издание на НФПП в Ополе. На 26 юни по време на концерта „Кабаретен маратон“ изпълнява Mówiły mu („Говореха му“), за чието изпълнение печели наградата на председателя на дружеството „Приятелите на Ополе“; на 28 юни – Za duże buty („Твърде големи обувки“) по време на концерта „Премиери“, а на 29 юни – отново Mówiły mu по време на концерта „Микрофон и екран“. През юли прави студийни записи в Лондон, където записва песните Mówiły mu и Zakopane на английски език под съответните заглавия Love Doesn't Grow on Trees („Любовта не расте по дърветата“) и Empty Spaces („Празни пространства“). С Mówiły mu участва и на деветото издание на Международния фестивал на песента в Сопот на 24 август. В края на септември получава трета награда и наградата на журналистите на третото издание на Международния младежки фестивал на политическата песен в Сочи, на който изпява три песни: Żyj, mój świecie („Живей, свете мой“), Za duże buty и Эх, дороги („Ех, пътища“). Изнася рецитал на Артистичния фестивал на академичната младеж в Швиноуйшче. Получава наградата „Сребърен гвоздей“ на вестника „Полски куриер“ в анкетата за най-популярни изпълнители за сезона, както и статуетката „Златна котва“ в категорията „вокалистка“. Освен тях печели титлите „певица на годината“ в анкетата на радиостанциите, „солистка на годината“ радиоанкетата „Списъци с хитове“ и „най-популярна певица на страната“ в анкетата Złote dziesiątki Musicoramy '69.

## Личен живот
Докато е ученичка, се среща с Войчех и Збигнев, които признава като свои първи житейски патньори. Има връзка с китариста Гжегож Петшик, а в началото 70-те години е годеница на чешкия музикален продуцент Фратишек Янечек, с когото се разделя през юни 1971 г. Впоследствие се запознава с фотографа Кшищоф Гералтовски, става годеница на актьора Даниел Олбрихски, а след тригодишната си връзка с него е във връзка с автомобилния състезател Анджей Ярошевич. В продължение на седем години е партньорка на актьора Кшищоф Яшински, с когото има две деца – Ян (р. 1979 г.) и Катажина (р. 1982 г.). През 1989 г. се жени за предприемача и икономист Анджей Дужински, с когото има син – Йенджей (р. 1987 г.). Кумове на сватбата им са Агнешка Ошецка и Северин Крайевски.

## Дискография

### Студийни албуми
- 1970 – Żyj, mój świecie
- 1972 – Wyznanie
- 1974 – Rok
- 1976 – Sing-Sing
- 1978 – Wsiąść do pociągu
- 1979 – Cyrk nocą
- 1982 – Święty spokój
- 1984 – Był sobie król
- 1986 – Gejsza nocy
- 1987 – Polska Madonna
- 1991 – Absolutnie nic
- 1994 – Marysia biesiadna
- 1995 – Złota Maryla
- 1998 – Przed zakrętem
- 1999 – Karnawał 2000
- 2002 – Życie ładna rzecz
- 2005 – Kochać
- 2008 – Jest cudnie
- 2010 – 50
- 2011 – Buty 2
- 2017 – Ach, świecie…

### Концертни албуми
- 2000 – Niebieska Maryla

### Компилации
- 1991 – Full
- 1996 – Antologia 1
- 1996 – Antologia 2
- 1996 – Antologia 3
- 1997 – Tribute to Agnieszka Osiecka. Łatwopalni
- 2006 – Марыля Родович. Золотая коллекция Ретро
- 2008 – Поёт Марыля Родович
- 2012, 2013 – Antologia Maryli Rodowicz (2012 – 2013)
- 2012 – Rarytasy I (1967 – 1970)
- 2012 – Rarytasy II (1970 – 1973)
- 2013 – Rarytasy III (1974 – 1977)
- 2013 – Rarytasy IV (1977 – 1982)
- 2013 – Rarytasy V (lata 80., część 1)
- 2013 – Rarytasy VI (lata 80., część 2)
- 2013 – Rarytasy VII (1990 – 2000)